# Skew Heap
Ein Skew Heap (oder selbst-balancierender Heap) ist in der Informatik eine als Binärbaum implementierte Heap-Datenstruktur. Skew Heaps können im Vergleich zu Binären Heaps schneller miteinander verschmolzen werden (merge). Sie haben allerdings keine strukturellen Einschränkungen, wodurch die Höhe des Baumes, also die größte Anzahl an miteinander verbundenen Knoten, nicht mehr gezwungenermaßen kleiner ist als der Logarithmus der Gesamtzahl der Knoten.
Eine Implementierung eines Skew Heaps muss zwei Bedingungen erfüllen:
- Die in den Skew Heap zu speichernden Daten benötigen eine Ordnung.
- Jede Operation auf einem oder zwei Skew Heaps (z. B. das Hinzufügen oder Entfernen von Knoten) muss mittels einer Verschmelzung der Skew Heaps durchgeführt werden.

Mittels amortisierter Laufzeitanalyse kann gezeigt werden, dass alle Operationen auf einem Skew Heap mit einer algorithmischen Komplexität von {\displaystyle {\mathcal {O}}(\log n)} durchgeführt werden können.

## Definition
Skew Heaps können rekursiv definiert werden:
- Ein Heap mit nur einem Element ist ein Skew Heap.
- Das Resultat der Verschmelzungsoperation (merge) zweier Skew Heaps ist ebenfalls ein Skew Heap.
  - Die Verschmelzungsoperation ist definiert.

## Operationen

### Rekursive Verschmelzung zweier Heaps (recursive merge)
Die rekursive Verschmelzung zweier Skew Heaps ist ähnlich der Verschmelzung zweier Linksheaps:
- Gegeben seien zwei Heaps p und q, wobei die Wurzel von p kleiner sei als die von q. Der verschmolzene Baum sei r.
- Die Wurzel von p wird Wurzel von r.
- Der linke Teilbaum aus p wird der rechte Teilbaum in r.
- Der rechte Teilbaum aus p wird mit q rekursiv verschmolzen. Das Ergebnis wird zum linken Teilbaum in r
- Die Verschmelzung ist abgeschlossen, wenn in den Teilbäumen keine Knoten mehr übrig sind.

Zwei Skew-Heaps. Die Wurzel des linken Heaps (1) ist kleiner als die des rechten (13).

Das Ergebnis der Verschmelzung

### Nicht-rekursive Verschmelzung zweier Heaps (non-recursive merge)
Alternativ zur rekursiven Verschmelzung zweier Skew Heaps existiert ein nicht-rekursiver Algorithmus, der allerdings eine Sortierung vor der eigentlichen Verschmelzung benötigt.
- Teile beide Skew Heaps in Teilbäume auf, indem der jeweils rechte Teilbaum von der Wurzel abgetrennt und zu einem eigenständigen Baum gemacht wird.
- Wiederhole Schritt 1 für alle abgetrennten Teilbäume, bis jede Wurzel jedes neuen Baumes nur noch einen linken Teilbaum besitzt. Das Ergebnis ist ein Set aus Bäumen, die entweder einen linken oder gar keinen Teilbaum besitzen.
- Sortiere die entstandene Menge aus Bäumen aufsteigend nach den Schlüsseln der Wurzeln.
- Kombiniere die letzten zwei Bäume der sortierten Menge (von rechts nach links) nach dieser Regel:
  - Wenn die Wurzel des vorletzten Baumes einen linken Teilbaum besitzt, mache ihn zum rechten Teilbaum.
  - Setze die Wurzel des letzten Baumes als den linken Teilbaum des vorletzten Baumes.
- Wiederhole den letzten Schritt, bis nur noch ein Baum übrig ist.

Ausgangssituation
Teilung und Sortierung der Skew Heaps
1. Kombination der letzten zwei Bäume
2. Kombination der letzten zwei Bäume

3. Kombination der letzten zwei Bäume
4. Kombination der letzten zwei Bäume mit Vertauschung der Teilbäume
5. Kombination und Ergebnis

### Knoten hinzufügen (add)
Das Hinzufügen eines Knotens zu einem bestehenden Skew Heap erfolgt mittels Verschmelzung. Der neue Knoten wird als eigenständiger Heap betrachtet und mit dem bestehenden verschmolzen.

### Knoten mit dem kleinsten Wert entfernen (Remove_min bzw. extract_min)
Die Wurzel eines Skew Heaps ist zwingend der Knoten mit kleinsten Wert und kann so einfach abgefragt werden. Der kleinste Knoten wird entfernt, indem die beiden entstehenden Teilbäume miteinander verschmolzen werden.

## Implementierung
In vielen funktionalen Programmiersprachen können Skew Heaps sehr simpel implementiert werden. Folgend ein Beispiel für eine Implementierung in Haskell.
```
data
 
SkewHeap
 
a
 
=
 
Empty

                
|
 
Node
 
a
 
(
SkewHeap
 
a
)
 
(
SkewHeap
 
a
)

singleton
 
::
 
Ord
 
a
 
=>
 
a
 
->
 
SkewHeap
 
a

singleton
 
x
 
=
 
Node
 
x
 
Empty
 
Empty

union
 
::
 
Ord
 
a
 
=>
 
SkewHeap
 
a
 
->
 
SkewHeap
 
a
 
->
 
SkewHeap
 
a

Empty
              
`
union
`
 
t2
                 
=
 
t2

t1
                 
`
union
`
 
Empty
              
=
 
t1

t1
@
(
Node
 
x1
 
l1
 
r1
)
 
`
union
`
 
t2
@
(
Node
 
x2
 
l2
 
r2
)

   
|
 
x1
 
<=
 
x2
                                 
=
 
Node
 
x1
 
(
t2
 
`
union
`
 
r1
)
 
l1

   
|
 
otherwise
                                
=
 
Node
 
x2
 
(
t1
 
`
union
`
 
r2
)
 
l2

insert
 
::
 
Ord
 
a
 
=>
 
a
 
->
 
SkewHeap
 
a
 
->
 
SkewHeap
 
a

insert
 
x
 
heap
 
=
 
singleton
 
x
 
`
union
`
 
heap

extractMin
 
::
 
Ord
 
a
 
=>
 
SkewHeap
 
a
 
->
 
Maybe
 
(
a
,
 
SkewHeap
 
a
)

extractMin
 
Empty
        
=
 
Nothing

extractMin
 
(
Node
 
x
 
l
 
r
)
 
=
 
Just
 
(
x
,
 
l
 
`
union
`
 
r
)

```